# ウィリアム・ハルバート
ウィリアム・ハルバート（William Ambrose Hulbert、1832年10月23日 - 1882年4月10日）は、メジャーリーグの元球団オーナー。後にナショナルリーグ第2代会長。ニューヨーク州バーリントンフラッツ生まれ。19世紀の強豪チームであったシカゴ・ホワイトストッキングス（現シカゴ・カブス）を運営し、ナショナルリーグ創設にも力を尽くした。

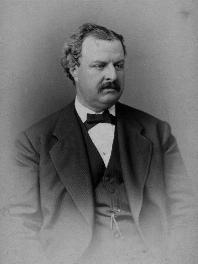

## 来歴・人物
ハルバートはシカゴの食料雑貨商の家族と結婚した後、ビジネスを石炭貿易に拡大して得た富を元に、1871年にナショナル・アソシエーションに加盟していたシカゴ・ホワイトストッキングス（現シカゴ・カブス）を支援していた。しかし球団は同年に起こったシカゴ大火のため、丸2年間活動できない状態になった。1874年にハルバートはホワイトストッキングスの代表者となり球団は活動を再開するが、当時のナショナル・アソシエーションにはまだ強い運営能力はなく、選手との契約でも大いに悩まされることになる。
1875年にナショナル・アソシエーションが解散すると、ハルバートは1876年にモーガン・バークリーらと共にナショナルリーグを設立する。初代リーグ会長職にはバークリーがついたが、実務面では全てハルバートが取り仕切っていた。強固なリーグ運営を目指していたハルバートは、設立当初に打ち出したリーグ規則の運用を厳しく行った。リーグ初年度の日程を最後まで消化しようとしなかったニューヨーク・ミューチュアルズとフィラデルフィア・アスレチックス（現在のオークランド・アスレチックスとは異なる）は、大きな収益をもたらす大都市のフランチャイズであったにもかかわらず、リーグから脱退させられてしまう。1877年には、ルイビル・グレイズの起こした八百長事件が摘発され、関係者4人が永久追放処分となった。1880年には、リーグ規則に従わず球場で酒を販売するなどしたシンシナティ・レッズ（現在の球団とは異なる）をリーグから脱退させる。ハルバートのこれら一連の手段は所属球団に対する強烈なメッセージとなり、結果としてナショナルリーグの運営基盤を固める役割を果たした。ハルバートはまた、リーグで審判を雇用する制度を設け、ゲームの判定において不正が働かないような処置も行った。
1882年、リーグ会長在職のまま心臓発作のため49歳で死去。アメリカ野球殿堂入りしたのは死後100年以上経った1995年のことである。